# Štíhlice
Štíhlice är en ort i Tjeckien.   Den ligger i regionen Mellersta Böhmen, i den centrala delen av landet, 27 km öster om huvudstaden Prag. Štíhlice ligger 385 meter över havet och antalet invånare är 124.
Terrängen runt Štíhlice är lite kuperad, och sluttar norrut. Runt Štíhlice är det ganska glesbefolkat, med 23 invånare per kvadratkilometer. Närmaste större samhälle är Černý Most, 18,0 km nordväst om Štíhlice. I omgivningarna runt Štíhlice växer i huvudsak blandskog.